# Перемишльське князівство
Перемишльське (Перемиське) князівство— західноруське князівство XI–XIII століть, династії Рюриковичів, зі столицею в Перемишлі. Утворене на Перемиській землі, котра входила до складу Руси.

## Історія

Перемишль, в складі Руси

Князівство виокремилось під владою синів Князя Ростислава Володимировича в 1084 році, в результаті виділення його із Володимирського князівства. Рішенням Любецького з'їзду князів 1097 року Перемиське князівство було закріплене за Володарем як спадкове володіння. Однак того ж року володимирський князь Давид Ігоревич, а потім і сам Святополк Ізяславич спробували захопити Теребовлянське князівство. 1099 року Ростиславичі розбили союзних Святополку Київському угорців у битві над Вягром.
1122 р. Володар потрапив у полон до поляків і звільнився лише за величезний викуп. Після смерті Володаря 1124 року в Перемишлі і Звенигороді княжили його сини. В 1125—1126 роках молодший з них, Володимир Володаревич, спробував за допомогою угорців влаштувати переділ князівства, але за Ростислава Володаревича заступилися теребовлянські Васильковичі й Мстислав Володимирович.
1141 року після смерті Івана Галицького, Володимир Володаревич Перемиський об'єднав всі уділи в єдине Галицьке князівство, та переніс центр своїх володінь з Перемишля в Галич. В 1144 після придушення заколоту свого племінника Івана Берладника, Володимир Володаревич приєднав Перемиське та Звенигородське князівства, до своїх особистих володінь.
З 1199 року, Перемиське князівство перебувало у складі об'єднаного Галицько-Волинського князівства. В період боротьби за владу, після смерті Романа Галицького, Перемишль був удільним князівством. Він був під владою: Князя Святослава Ігоревича (1210—1211), Лешка Краківського (1214), угорського королевича Андраша (1226—1227), та Данила Галицького (1235—1238).

## Князі
- Рюрик Ростиславич (1084—1092)
- Володар Ростиславич (1092—1124)
- Ростислав Володарович (1124—1128)
- Володимирко Володарович (1128—1146)
- Святослав Ігорович (1210—1211)
- Андрій Андрійович (1226—1227)
- Лев Данилович (1240—1269)